# André Saeys
André Saeys (Sint-Andries, 1911. február 20. – Sint-Andries, 1988. március 22.), belga válogatott labdarúgó.
A belga válogatott tagjaként részt vett az 1930-as világbajnokságon.

## Sikerei, díjai
Cercle Brugge
- Belga bajnok (1): 1930

Beerschot AC
- Belga bajnok (2): 1929, 1931

## Külső hivatkozások
- André Saeys statisztikái a scarlet.be honlapján